# Ghế

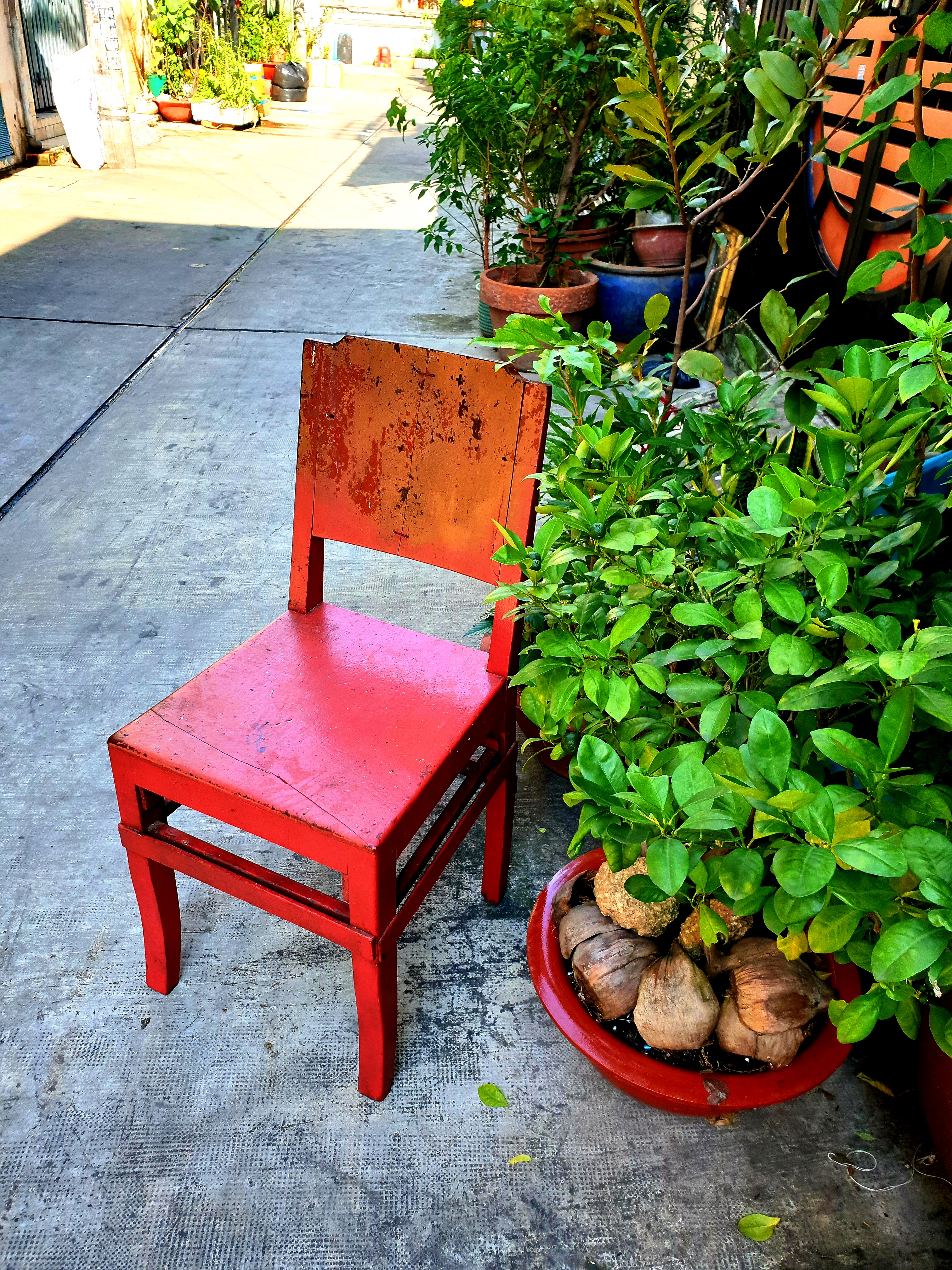
Một cái ghễ gỗ thông dụng

Ghế là đồ dùng để ngồi, thường dành cho một người. Ghế có thể có một hoặc nhiều chân, mặt ghế phẳng hoặc hơi nghiêng, và có tựa lưng. Ghế có thể được làm bằng gỗ, kim loại, hoặc vật liệu tổng hợp, và có thể được bọc đệm hoặc vải với nhiều màu sắc và hoa văn khác nhau. Ghế có nhiều kiểu dáng khác nhau. Ghế bành có tay vịn cố định trên ghế; ghế tựa có đệm và có cơ chế hạ thấp lưng ghế và nâng chân đế lên vị trí; ghế bập bênh có chân cố định trên hai thanh gỗ dài cong; và xe lăn có bánh xe cố định trên trục dưới ghế.

## Lịch sử

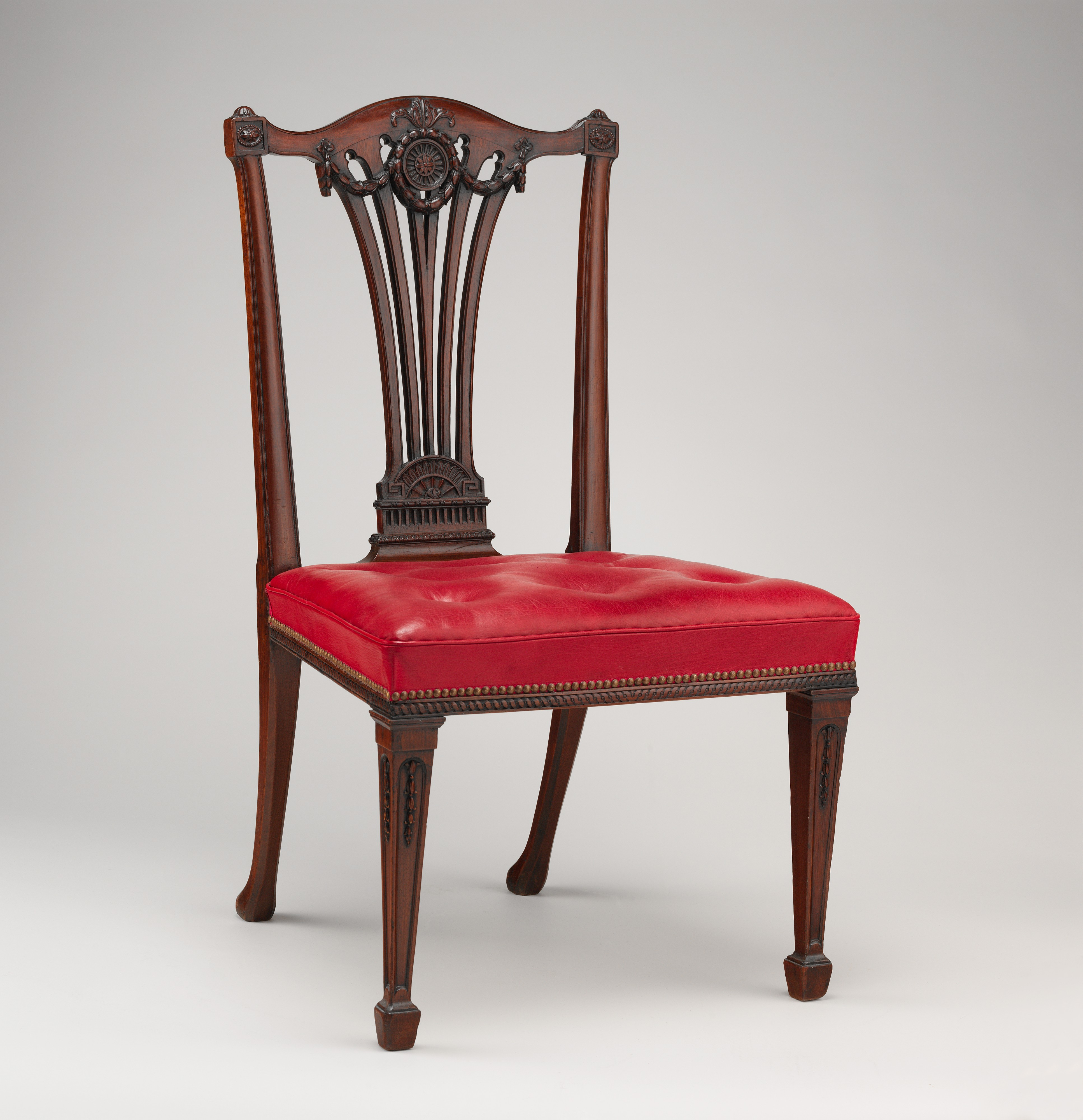
Ghế, khoảng năm 1772, bằng gỗ gụ, bọc da Maroc màu đỏ hiện đại, chiều cao: 97,2 cm, Bảo tàng Nghệ thuật Metropolitan (Thành phố New York)

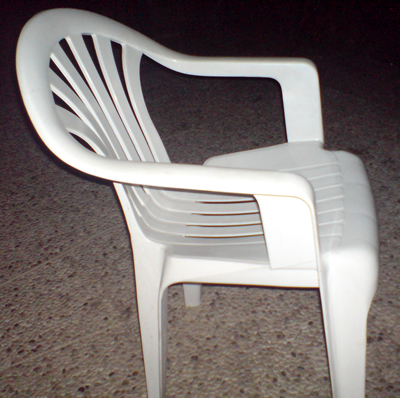
Một chiếc ghế nhựa.

Ghế đã được sử dụng từ thời cổ đại, mặc dù trong nhiều thế kỷ, nó là một vật dụng tượng trưng cho quyền lực và uy nghiêm của nhà nước hơn là một vật dụng để sử dụng hàng ngày. "Ghế" vẫn được sử dụng như biểu tượng của quyền lực ở Hạ viện Vương quốc Anh, Canada, và trong nhiều bối cảnh khác. Theo nghĩa lịch sử của "ghế" là biểu tượng của quyền lực, các ủy ban, hội đồng quản trị và khoa học của các trường đại học đều có "chủ tịch" hoặc "trưởng khoa". Các giáo sư được tài trợ được gọi là "ghế". Phải đến thế kỷ 16, ghế mới trở nên phổ biến. Trước đó, mọi người ngồi trên rương, ghế băng và ghế đẩu, là những chỗ ngồi thông thường trong cuộc sống hàng ngày. Số lượng ghế còn sót lại từ thời kỳ trước đó là rất hạn chế; hầu hết các ví dụ là có nguồn gốc từ giáo hội, lãnh chúa hoặc phong kiến.
Ghế đã tồn tại ít nhất từ Thời kỳ Vương triều đầu tiên của Ai Cập (khoảng 3100 TCN). Chúng được bọc bằng vải hoặc da, được làm bằng gỗ chạm khắc và thấp hơn nhiều so với ghế ngày nay - ghế có chỗ ngồi đôi khi chỉ cao 10 inch (25 cm). Trong thời Ai Cập cổ đại, ghế có vẻ rất giàu sang và lộng lẫy. Được chế tác từ gỗ mun và ngà voi, hoặc từ gỗ chạm khắc và được mạ vàng, chúng được bọc bằng các vật liệu đắt tiền, những hoa văn lộng lẫy và được nâng đỡ bởi những hình ảnh chân của thú vật hoặc hình người bị bắt. Nói chung, người có cấp bậc cao hơn thì ghế ngồi càng cao và sang trọng hơn và càng được tôn trọng hơn. Trong những dịp trọng thể, Pharaoh ngồi trên ngai vàng, thường có một chiếc ghế nhỏ ở phía trước. Gia đình Ai Cập trung bình hiếm khi có ghế. Nếu có, thì thường chỉ có chủ nhà mới được ngồi. Những người khá giả hơn có thể mua ghế sơn để trông giống như ghế của người giàu, nhưng chất lượng thường kém.
Những hình ảnh ghế sớm nhất ở Trung Quốc là từ các bức bích họa và bia đá Phật giáo thế kỷ thứ 6, nhưng việc ngồi ghế vào thời điểm đó là rất hiếm. Phải đến thế kỷ thứ 12, ghế mới trở nên phổ biến ở Trung Quốc. Các học giả không đồng ý về lý do chấp nhận ghế. Các lý thuyết phổ biến nhất là ghế bắt nguồn từ đồ nội thất bản địa của Trung Quốc, nó đã phát triển từ một chiếc ghế xếp nhập khẩu từ Trung Á, nó được giới thiệu đến Trung Quốc bởi các nhà truyền giáo Kitô giáo vào thế kỷ thứ 7, và ghế đã đến Trung Quốc từ Ấn Độ dưới dạng đồ nội thất tu viện Phật giáo. Ở Trung Quốc hiện đại, không giống như Hàn Quốc hoặc Nhật Bản, việc ngồi ngang tầm sàn không còn phổ biến nữa. Ở châu Âu, thời kỳ Phục hưng đã giúp ghế trở thành món đồ nội thất phổ biến, không còn là đặc quyền của nhà nước. Ghế bắt đầu thay đổi nhanh chóng theo xu hướng thời trang.
Thomas Edward Bowdich đã đến thăm Cung điện chính của Đế quốc Ashanti vào năm 1819 và nhìn thấy những chiếc ghế được dát vàng trong đế chế. Vào những năm 1880, ghế trở nên phổ biến hơn trong các hộ gia đình Mỹ và thường có một chiếc ghế cho mỗi thành viên trong gia đình ngồi ăn tối. Đến những năm 1830, "ghế lạ mắt" được sản xuất trong nhà máy như những chiếc ghế của Sears, Roebuck, và Co. cho phép các gia đình mua các bộ gia công. Với Cách mạng Công nghiệp, ghế trở nên phổ biến hơn nhiều.
Thế kỷ 20 chứng kiến việc sử dụng công nghệ ngày càng tăng trong việc chế tạo ghế, với những thứ như ghế xếp hoàn toàn bằng kim loại, ghế chân kim loại, Ghế ngủ trưa Ghế tựa trở thành một hình thức phổ biến, ít nhất là một phần do đài phát thanh và truyền hình. Vào những năm 1930, thang máy cầu thang đã được thương mại hóa để giúp những người bị bại liệt và các bệnh khác có thể di chuyển trên cầu thang.
Phong trào hiện đại của những năm 1960 đã sản sinh ra những hình thức ghế mới: ghế bướm (ban đầu được gọi là ghế Hardoy), ghế bean bag và ghế pod hình quả trứng có thể xoay. Nó cũng giới thiệu những chiếc ghế nhựa được sản xuất hàng loạt đầu tiên như ghế Bofinger vào năm 1966. Những tiến bộ công nghệ đã dẫn đến những chiếc ghế bằng gỗ dán và gỗ ép, cũng như những chiếc ghế làm bằng da hoặc polymer. Công nghệ cơ khí được tích hợp vào ghế đã cho phép tạo ra những chiếc ghế có thể điều chỉnh, đặc biệt là cho mục đích sử dụng văn phòng. Động cơ được gắn vào ghế đã tạo ra những chiếc ghế massage.

## Chất liệu

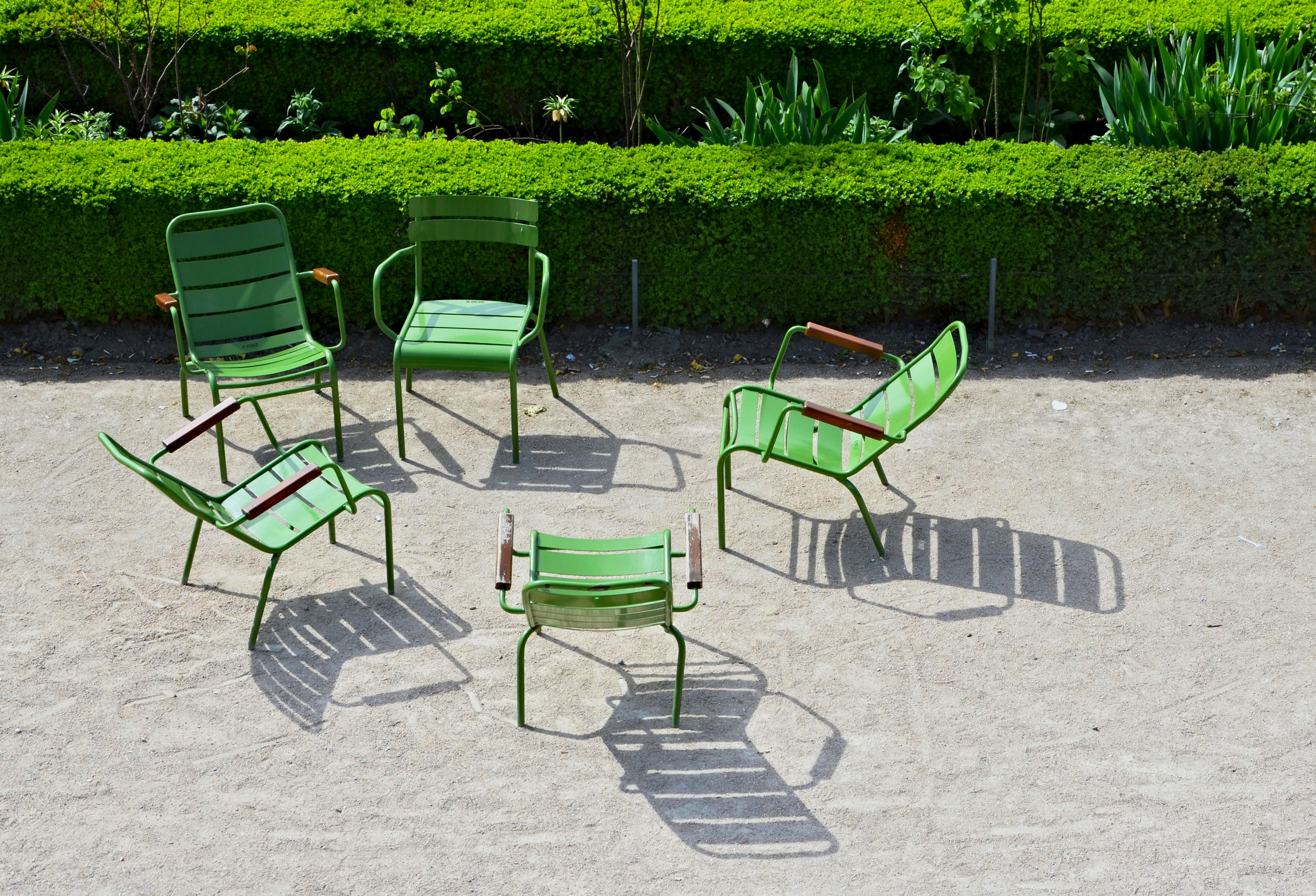
Những chiếc ghế kim loại trong vườn Tuileries, Paris, Pháp

Ghế có thể được làm từ gỗ, kim loại hoặc các vật liệu cứng khác, như đá hoặc acrylic. Trong một số trường hợp, nhiều vật liệu được sử dụng để chế tạo ghế; ví dụ, chân và khung có thể được làm từ kim loại và ghế ngồi và lưng có thể được làm từ nhựa. Ghế có thể có bề mặt cứng làm bằng gỗ, kim loại, nhựa hoặc các vật liệu khác, hoặc một số hoặc tất cả các bề mặt cứng này có thể được bọc bằng vải bọc hoặc lớp đệm. Thiết kế có thể được làm bằng vật liệu xốp, hoặc được khoan lỗ để trang trí; lưng ghế thấp hoặc các khe hở có thể cung cấp thông gió. Lưng ghế có thể kéo dài trên chiều cao đầu của người ngồi, có thể tùy chọn chứa tựa đầu. Ghế cũng có thể được làm từ các vật liệu sáng tạo hơn, chẳng hạn như vật liệu tái chế như dao kéo và gạch chơi bằng gỗ, bút chì, ống dẫn nước, dây thừng, bìa cứng sóng và ống PVC.
Trong một số trường hợp hiếm hoi, ghế được làm từ các vật liệu khác thường, đặc biệt là dưới dạng nghệ thuật hoặc thử nghiệm. Raimonds Cirulis, một nhà thiết kế nội thất người Latvia, đã tạo ra một chiếc ghế treo núi lửa được làm bằng đá núi lửa thủ công. Peter Brenner, một nhà thiết kế người Đức gốc Hà Lan, đã tạo ra một chiếc ghế làm từ đường kẹo mút - 60 pound (27 kg) đường xay.

## Thiết kế và công thái học
Thiết kế ghế cần xem xét mục đích sử dụng, công thái học (mức độ thoải mái của ghế đối với người ngồi), cũng như các yêu cầu chức năng không phải công thái học như kích thước, khả năng xếp chồng, khả năng gấp, trọng lượng, độ bền, khả năng chống vết bẩn và thiết kế nghệ thuật.

### Độ cao của ghế ngồi

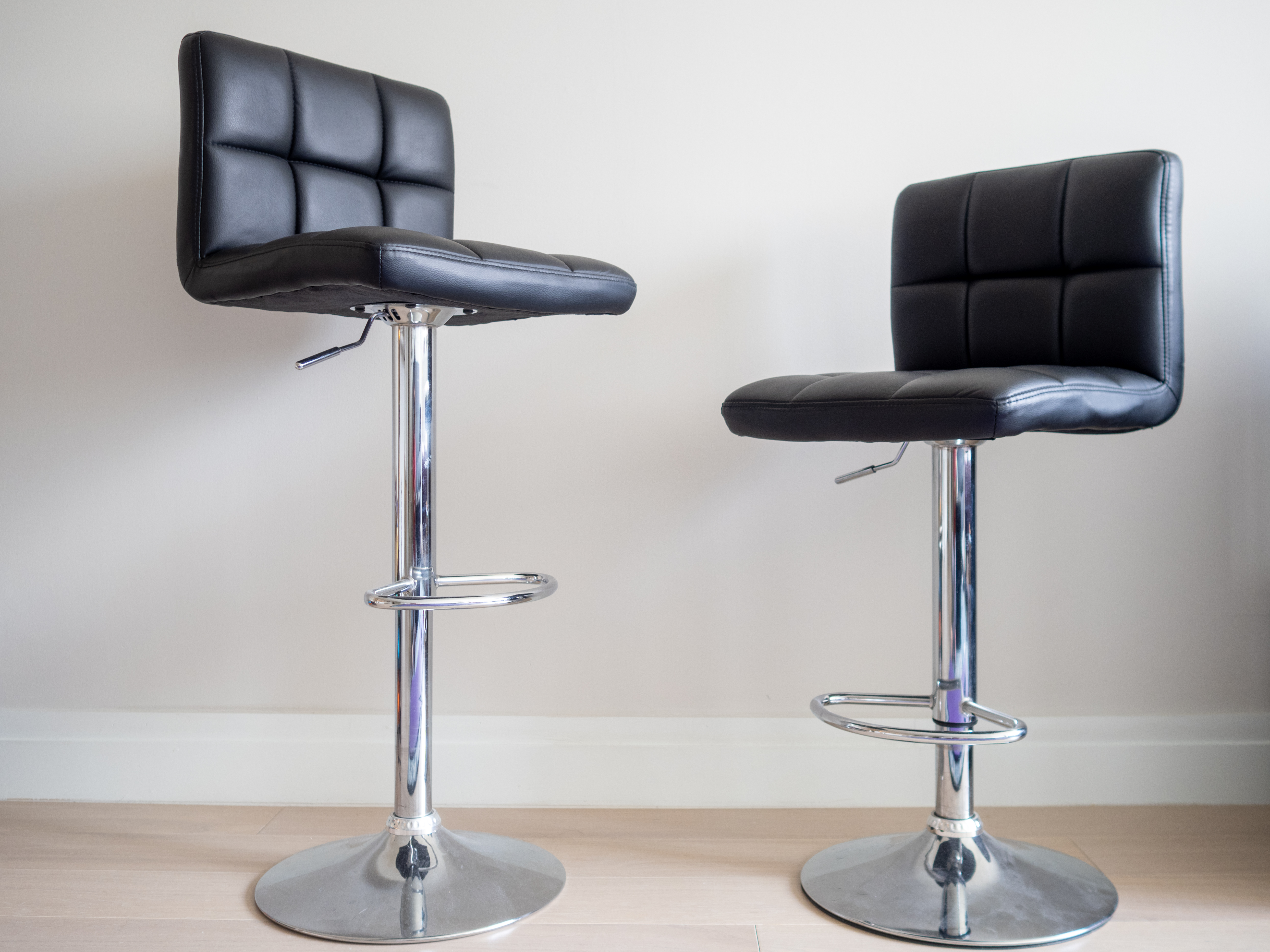
ghế có thể điều chỉnh độ cao

Thiết kế công thái học phân phối trọng lượng của người ngồi lên các bộ phận khác nhau của cơ thể. Điều này được thực hiện bằng cách có độ cao ghế ngồi có thể điều chỉnh dễ dàng. Ghế ngồi cao hơn sẽ dẫn đến việc chân không chạm sàn và tăng áp lực lên mặt dưới của đầu gối ("nếp gấp popliteal"). Nó cũng có thể dẫn đến việc không có trọng lượng lên bàn chân, nghĩa là trọng lượng sẽ được dồn sang các bộ phận khác. Ghế ngồi thấp hơn có thể làm thay đổi quá nhiều trọng lượng lên các "xương ngồi" ("xương ngồi"). Các lò xo khí được gắn vào thân ghế để điều chỉnh độ cao và mang lại nhiều sự thoải mái hơn cho người dùng.
Một số ghế có bệ để chân. Khoảng 15% phụ nữ và 2% nam giới cần bệ để chân, ngay cả khi ghế cao 16 inch (41 cm). Một chiếc ghế đẩu hoặc ghế đơn giản khác có thể có một thanh thẳng hoặc cong đơn giản ở gần đáy để người ngồi có thể đặt chân lên. Kích thước thực tế của ghế được xác định bằng số đo cơ thể con người, hay còn gọi là số đo nhân trắc học. Hai phép đo nhân trắc học phù hợp nhất cho thiết kế ghế là chiều cao vùng khoeo và chiều dài vùng mông.
Đối với người ngồi, chiều cao khoeo là khoảng cách từ mặt dưới bàn chân đến mặt dưới đùi ở đầu gối. Đôi khi nó được gọi là "chiều cao ghế đẩu". Thuật ngữ "chiều cao khi ngồi" được dành cho chiều cao từ đỉnh đầu đến khi ngồi. Đối với đàn ông Mỹ, chiều cao trung bình của vùng khoeo là 16,3 inch (41 cm) và đối với phụ nữ Mỹ là 15,0 inch (38 cm). Chiều cao của vùng khoeo, sau khi điều chỉnh cho gót chân, quần áo và các vấn đề khác, được sử dụng để xác định chiều cao của ghế ngồi. Ghế được sản xuất hàng loạt thường cao 17 inch (43 cm).
Các nhà nghiên cứu như Mary Blade và Galen Cranz đã phát hiện ra rằng ngồi trên mép ghế cao với chân đặt trên sàn có hại cho lưng dưới ít hơn so với ngồi thẳng trên ghế thông thường.

### Góc ngả lưng

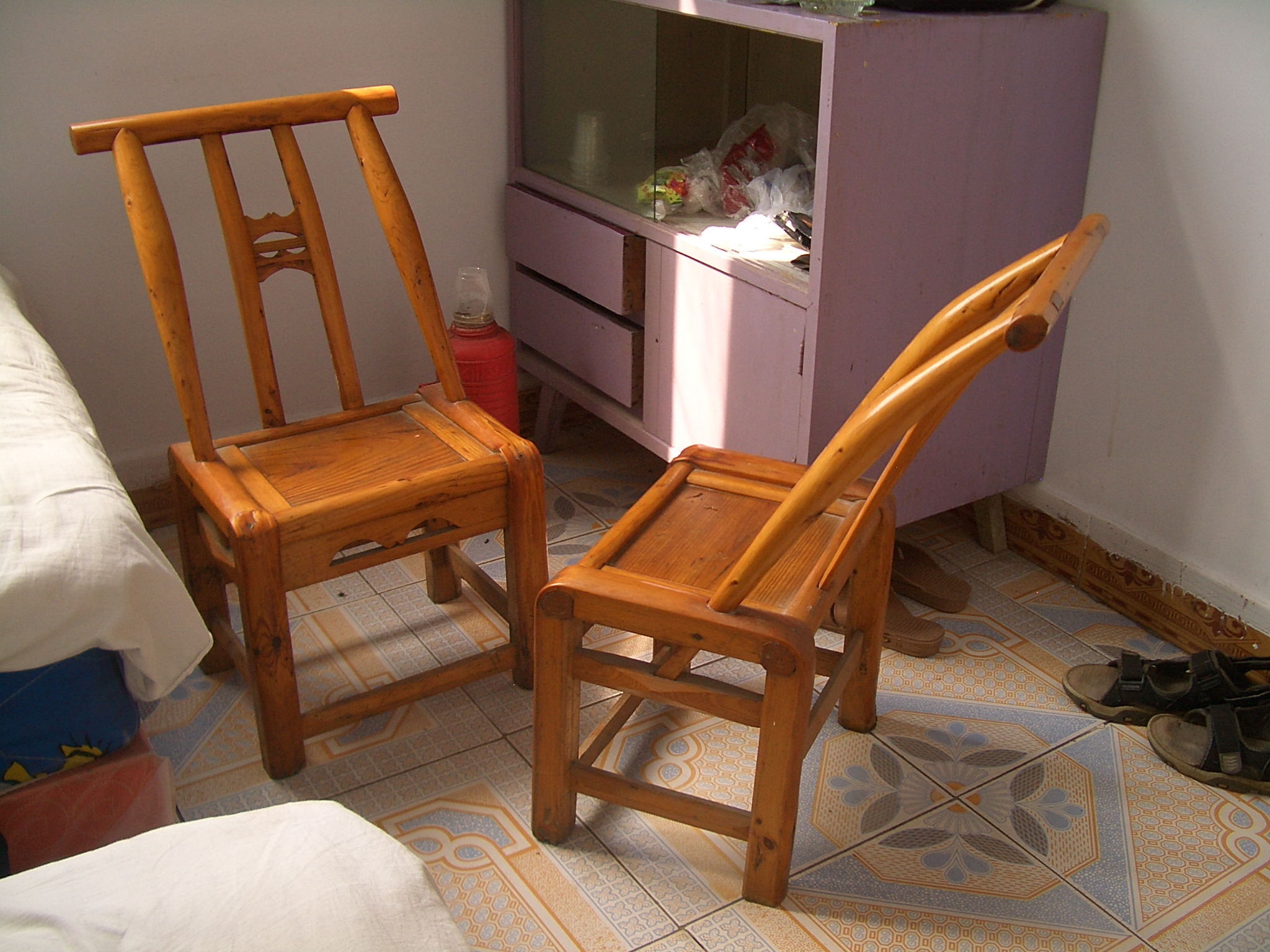
Loại ghế phổ biến ở miền tây Hồ Bắc, Trung Quốc.

Các loại ghế khác nhau có thể có nhiều vị trí ngồi, tùy thuộc vào công việc dự định. Thông thường, ghế dành cho người làm việc hoặc ăn uống chỉ có thể ngả lưng rất nhẹ (nếu không, người ngồi sẽ quá xa bàn làm việc hoặc bàn ăn). Ghế nha khoa thì bắt buộc phải ngả lưng. Nghiên cứu đã chỉ ra rằng tư thế ngồi tốt nhất là tư thế ngả lưng 100°–110°. Để ngả lưng, tựa lưng có thể được điều chỉnh độc lập. Ghế và tựa lưng ngả sẽ giảm tải cho cơ lưng của người ngồi.

### Tựa lưng và hỗ trợ đầu
Tựa lưng của ghế sẽ hỗ trợ một phần trọng lượng của người ngồi, giảm trọng lượng lên các bộ phận khác của cơ thể. Một số tựa lưng chỉ hỗ trợ vùng thắt lưng, trong khi tựa lưng cao đến vai hỗ trợ toàn bộ lưng và vai. Tựa đầu cũng hỗ trợ đầu và rất quan trọng trong xe cộ để ngăn ngừa chấn thương cổ "tổn thương whiplash" trong các vụ va chạm từ phía sau, nơi đầu bị giật mạnh về phía sau. Ghế ngả lưng thường có ít nhất tựa lưng cao đến vai để chuyển trọng lượng lên vai.

### Lớp đệm
Có thể có trường hợp không mong muốn có đệm, chẳng hạn như ghế dành cho mục đích sử dụng ngoài trời. Khi không mong muốn có đệm, có thể sử dụng độ cong thay thế. Đệm ngồi được định hình cố gắng phân phối trọng lượng mà không cần đệm. Bằng cách phù hợp với hình dạng mông của người ngồi, trọng lượng được phân phối và áp lực tối đa được giảm thiểu.

### Tay vịn
Một chiếc ghế có thể có hoặc không có tay vịn; ghế có tay vịn được gọi là "ghế bành". Trong tiếng Pháp, người ta phân biệt giữa fauteuil và chaise, các thuật ngữ tương ứng cho ghế có và không có tay vịn. Ở Đức, ghế bành từng được gọi là Krankensessel, hay ghế bệnh nhân, vì nó được dành cho những người quá ốm để đứng hoặc ngồi mà không có sự hỗ trợ thêm.

### Kích thước chỗ ngồi và chỗ để chân

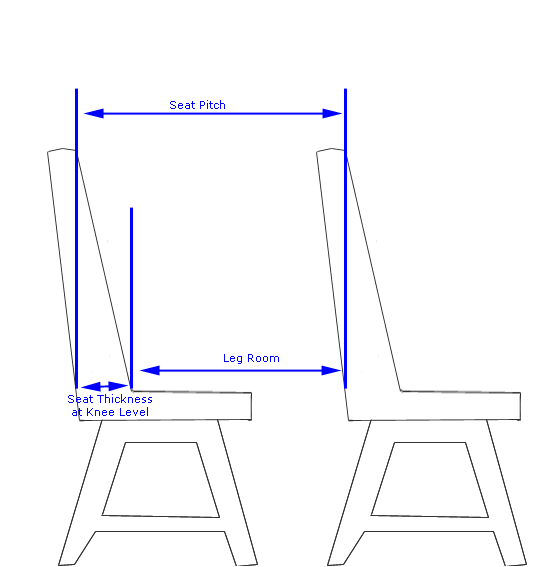
Sự khác biệt giữa chỗ để chân và độ cao của ghế

Đối với người ngồi, chiều dài khoeo mông là khoảng cách theo chiều ngang từ phần lớn phía sau của mông đến mặt sau của cẳng chân. Phép đo này được sử dụng để xác định độ sâu của ghế ngồi. Ghế sản xuất hàng loạt thường có độ sâu từ 15–17 inch (38–43 cm). Các phép đo nhân trắc học bổ sung có thể được sử dụng trong thiết kế ghế. Chiều rộng hông được sử dụng để xác định chiều rộng ghế và chiều rộng tay vịn. Chiều dài từ mông đến đầu gối được sử dụng để xác định khoảng để chân giữa các hàng ghế. Khoảng cách giữa các hàng ghế được gọi là "sân ngồi". Trong một số máy bay và sân vận động, chỗ để chân (độ cao của ghế ít hơn độ dày của ghế ở ngang đùi) nhỏ đến mức đôi khi không đủ cho một người bình thường.

## Các loại ghế

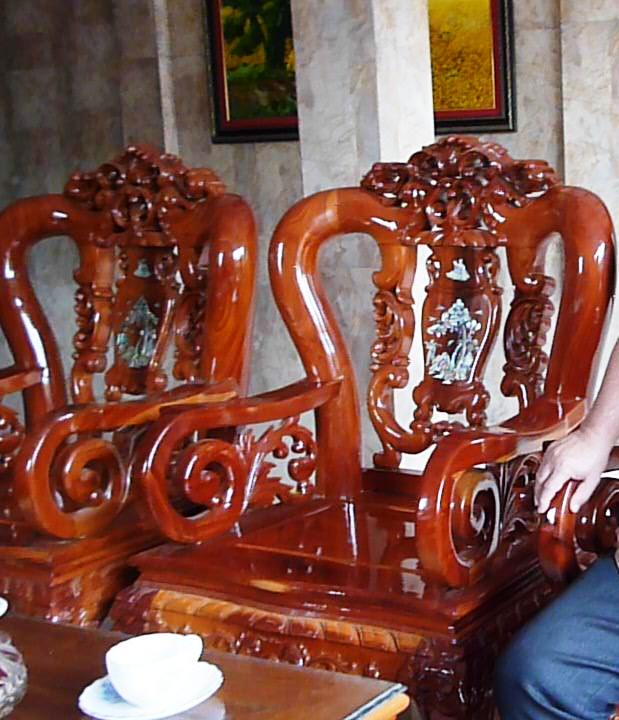
Ghế bành gỗ

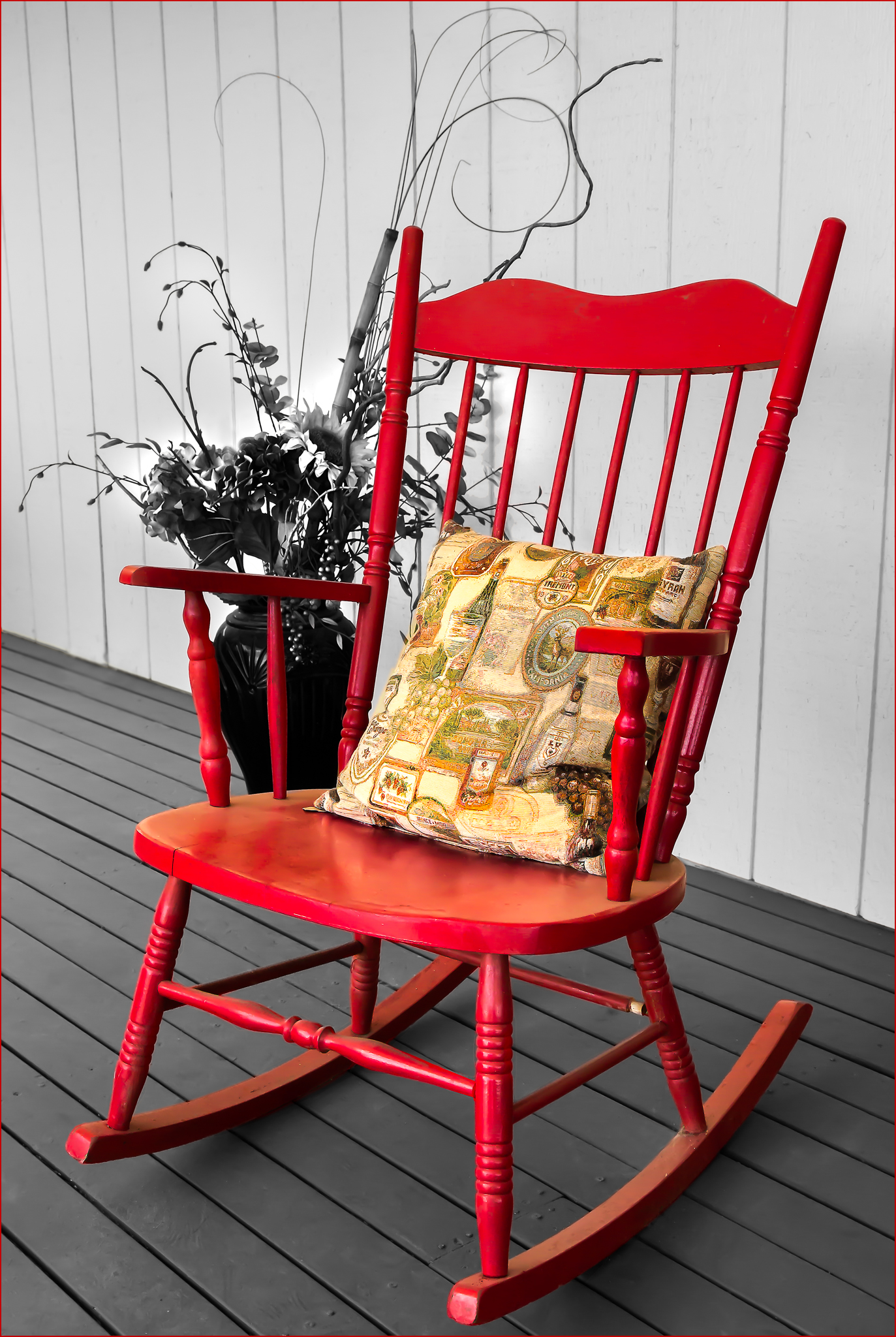
Một chiếc ghế bập bênh

Qua nhiều thời đại, nhiều loại ghế đã xuất hiện, một số được thiết kế cho mục đích trang trọng, số khác cho nhu cầu gia đình, và số khác cho nhu cầu tại nơi làm việc hoặc các ngành nghề khác nhau.

### Ghế văn phòng
Ghế văn phòng là loại ghế được sử dụng bởi nhân viên trong văn phòng. Ghế văn phòng hiện đại thường có thể điều chỉnh được và có bánh xe. Bánh xe được gắn vào chân ghế để tăng khả năng di chuyển.

### Ghế phòng ăn
Ghế phòng ăn là loại ghế được thiết kế riêng biệt, sử dụng xung quanh bàn ăn. Nó có thể được tìm thấy trong hầu hết các ngôi nhà ở thông thường, và cũng có thể xuất hiện trong các bối cảnh trang trọng, chẳng hạn như bất kỳ sự kiện hoặc lễ tiếp tân trang trọng nào bao gồm bữa ăn chính thức hoặc tiệc.

### Ghế làm việc
Ghế làm việc là loại ghế chuyên dụng, được thiết kế phù hợp với nhu cầu của một nghề nghiệp hoặc bối cảnh cụ thể. Ví dụ, một chiếc ghế thiết kế sẽ được sử dụng cho các nhà thiết kế ngồi ở giá vẽ cao; nó thường có chiều cao tăng thêm.

### Ghế bập bênh
Một số ghế có hai dải gỗ cong (còn gọi là bập bênh) gắn vào phía dưới chân. Chúng được gọi là ghế bập bênh.

### Ghế quỳ

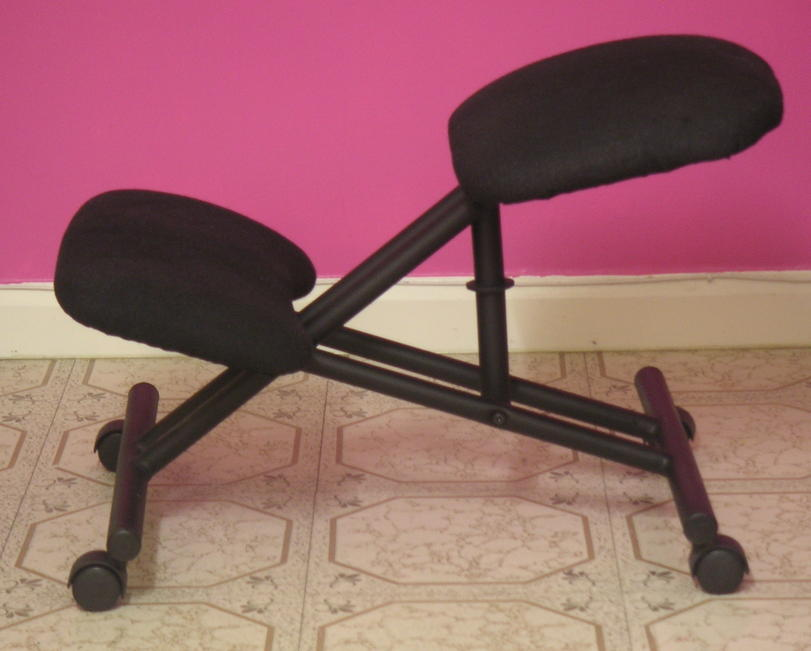
Ghế quỳ

Ghế quỳ là loại ghế có thêm phần đầu gối để hỗ trợ trọng lượng cơ thể. Ghế đứng-ngồi phân phối phần lớn trọng lượng của người ngồi lên bàn chân. Nhiều ghế được đệm hoặc có nệm. Đệm có thể chỉ có ở chỗ ngồi của ghế, ở chỗ ngồi và lưng ghế, hoặc cũng có thể có ở tay vịn hoặc chỗ để chân của ghế. Đệm sẽ không làm dịch chuyển trọng lượng sang các bộ phận khác của cơ thể (trừ khi ghế quá mềm khiến hình dạng bị thay đổi). Tuy nhiên, đệm phân phối trọng lượng bằng cách tăng diện tích tiếp xúc giữa ghế và cơ thể, do đó giảm lượng áp lực tại bất kỳ điểm nào. Ngược lại, ghế gỗ cứng có cảm giác cứng vì diện tích tiếp xúc giữa người ngồi và ghế nhỏ. Thay vì đệm, có thể sử dụng các vật liệu linh hoạt như mây với hiệu quả phân phối trọng lượng tương tự.

### Ghế sofa
Ghế sofa là một món đồ nội thất dành cho hai hay nhiều người cùng ngồi một lúc. Ghế gồm có phần mặt ngồi, tay vịn, tựa lưng được bọc một phần hoặc toàn bộ bằng da hay vải, dưới chỗ ngồi có lò xo và đệm. Do ghế này dài nên ngoài công năng chủ yếu để ngồi thì còn có thể dùng để nằm ngủ. Ghế sofa thường có khung làm bằng gỗ, thép, nhựa hoặc ván nhiều lớp. Đệm mút được làm bằng foam, lông vũ, vải hoặc kết hợp nhiều vật liệu. Lớp bọc sofa có thể là da mềm, vải nhung hoặc vải lanh.
Các gia đình thường bố trí ghế sofa trong phòng khách, phòng làm việc hoặc phòng sinh hoạt chung. Ghế này cũng phổ biến tại các địa điểm kinh doanh như khách sạn, hành lang văn phòng thương mại, phòng chờ hay quán bar.

#### Ghế massage
Ghế massage là thiết bị giúp thực hiện việc xoa bóp bấm huyệt trở nên dễ dàng hơn. Có 2 loại ghế massage gồm: ghế masage cổ điển và ghế massage robot. Ghế massage cổ điển cho phép kỹ thuật viên massage dễ dàng thực hiện các động tác xoa bớp ở đầu, vai và lưng của người nhận massage. Trong khi ghế massage robot sử dụng tác động vật lý để tác động lên cơ thể bằng các bộ phận con lăn và túi khí trên ghế.

## Trong nghệ thuật

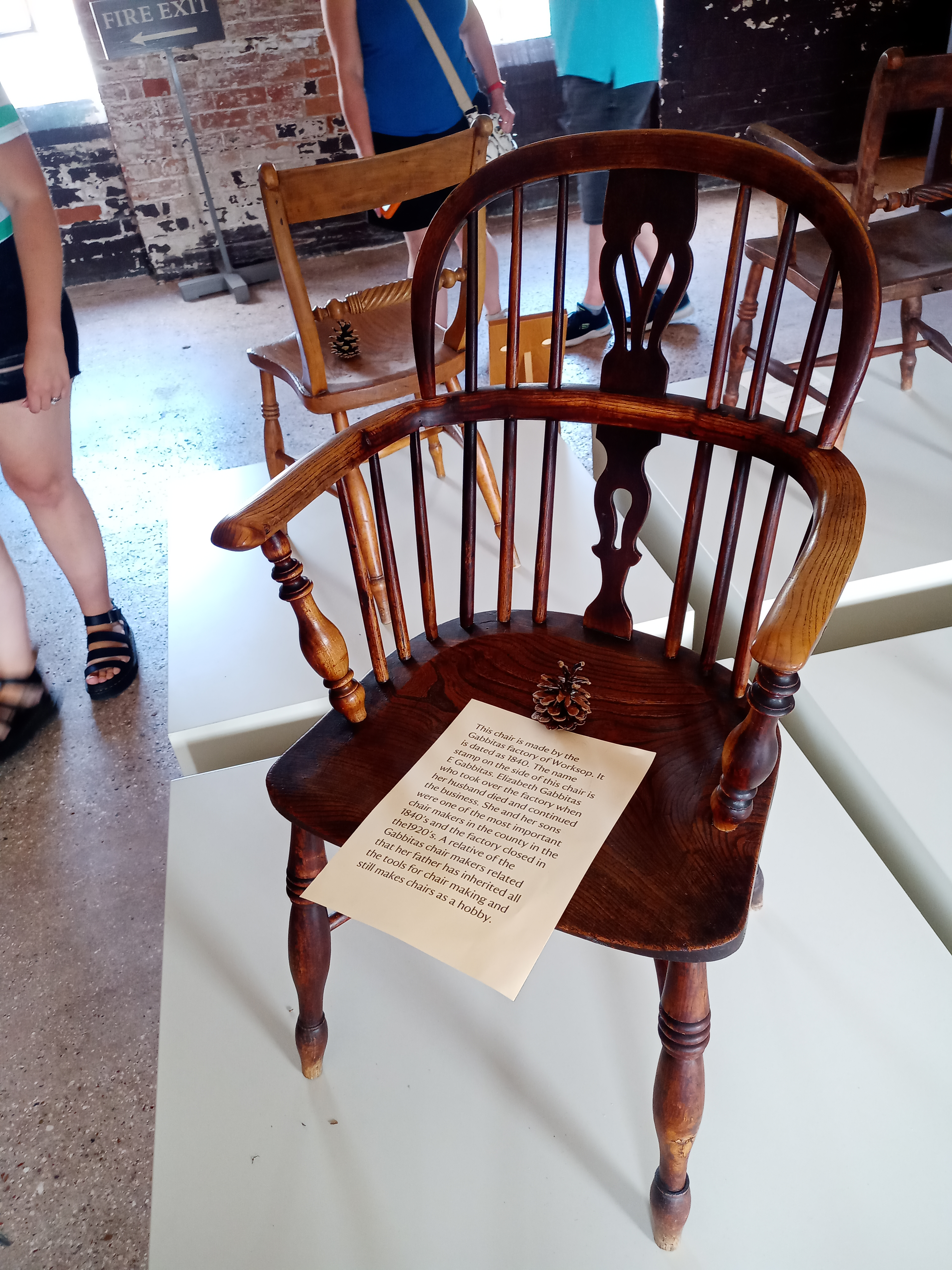
Một chiếc ghế được chạm trỗ cầu kỳ

Chiếc ghế gãy là một tác phẩm điêu khắc hoành tráng bằng gỗ, cao 12 mét (39 ft), được làm từ 5,5 tấn gỗ. Nó đứng đối diện với Cung điện các Quốc gia ở Geneva, Thụy Sĩ. Chiếc ghế bị gãy chân tượng trưng cho sự phản đối mìn và bom chùm, những vũ khí tàn phá gây thương vong cho cả dân thường và binh lính. Năm 2001, Steve Mann, một nhà nghệ thuật và nhà khoa học máy tính người Mỹ, đã trưng bày tác phẩm điêu khắc chiếc ghế tại Viện Nghệ thuật San Francisco. Chiếc ghế có gai có thể rút lại khi lắp thẻ tín dụng để tải giấy phép chỗ ngồi. Điều này nhằm mục đích khuyến khích mọi người suy nghĩ về giá trị của hòa bình và sự an toàn. Sau đó, các bảo tàng và phòng trưng bày khác đã được trang bị ghế "Trả tiền để ngồi", với máy chủ cấp phép chỗ ngồi trung tâm toàn cầu đặt tại Toronto, Canada. Buổi ngồi đầu tiên miễn phí, với cơ sở dữ liệu về những người đã sử dụng buổi ngồi miễn phí của họ.
Tại buổi biểu diễn tại Đại hội Quốc gia Đảng Cộng hòa năm 2012, Clint Eastwood đã nói chuyện với một chiếc ghế trống, như thể nó đại diện cho Tổng thống Barack Obama (có nghĩa là để hiểu là MIA hoặc vô hiệu). Bài phát biểu gây tranh cãi, với những người chỉ trích mô tả nó là kỳ lạ và những người ủng hộ mô tả nó là cảm động. Nhà thiết kế Nhật Bản Tokujin Yoshioka đã tạo ra một số chiếc ghế dưới dạng các tác phẩm nghệ thuật như "Honey-pop": ghế giấy tổ ong (2001), "Pane chair": ghế sợi tự nhiên (2006), "Venus": ghế pha lê tự nhiên (2007). Nhà thiết kế công nghiệp người New York Ian Stell tạo ra các tác phẩm điêu khắc kinetic bằng thép và gỗ có thể biến thành ghế, bao gồm Roll Bottom Chair (2016) có thể biến thành bàn thư ký và Loop (2015) có thể biến thành hai chiếc ghế đan vào nhau khi mở rộng. Từ Ghế bắt nguồn từ từ "chaere" của tiếng Anh thế kỷ 13, từ "chaiere" của tiếng Pháp cổ ("ghế, chỗ ngồi, ngai vàng"), từ "cathedra" của tiếng Latin ("ghế ngồi").